# ویکتور شوستروم
ویکتور دیوید شوستروم (سوئدی: Victor David Sjöström; ۲۰ سپتامبر ۱۸۷۹ – ۳ ژانویهٔ ۱۹۶۰) کارگردان و هنرپیشه اهل سوئد بود.

## زندگی‌نامه
ویکتور شوستروم در ۲۰ سپتامبر ۱۸۷۹ در سوئد به دنیا آمد. در سال ۱۸۸۰ والدین شوستروم (پدرش تاجر الوار و مادرش بازیگر سابق) از سوئد به آمریکا مهاجرت کردند و پسر هفت‌ماهه خود ویکتور را نیز همراه بردند اما مادر به‌زودی درگذشت و ویکتور در گریز از مادرخوانده و پدری که روز به روز سختگیرتر می‌شد به سوئد بازگشت.
در آنجا عمویش، که بازیگر رویال دراماتیک تئاتر استکهلم بود به تربیت او پرداخت. در سن ۲۰ سالگی ویکتور شوستروم به خاطر بازی پر احساس و حضور قدرتمندش بر صحنه کاملاً شناخته شده بود. در سال ۱۹۱۱ شارل ماگنوسون سخت مشغول تحول سازمان استودیوی فیلم Blografteatem Svenska بود. او در آنجا سمت مدیر تولید داشت و هدفش آن بود که از طریق به‌کارگیری کادر فنی و هنری بهترین تئاترهای سوئد، به وجهه فرهنگی سینما بیفزاید.
او فیلمبردار زبردست، ژولیوس ژانزون را به استخدام درآورد (جلوه متمایز بسیاری از آثار بعدی شوستروم در سوئد مدیون کار او است) سپس در سال ۱۹۱۲ مورتیس استیلر و کمی بعد ویکتور شوستروم را استخدام کرد.
در آن زمان شوستروم شرکت تئاتری خودش در مالمر را اداره می‌کرد، اما مشتاقانه پیشنهاد ماگنسون را پذیرفت. شوستروم بعدها دربارهٔ انگیزه‌اش از روی آوردن به سینما چنین نوشت: «تمایل جوانانه به ماجراجویی و کنجکاوی در آزمودن رسانه‌ای جدید بود که آن زمان کمترین شناختی از آن نداشتم.»
شوستروم پس از بازی در چند فیلم استیلر به کارگردانی روی آورد و با سبکی واقع‌گرایانه در درام اجتماعی «اینگبورگ هولم» (۱۹۱۳) قدم اول در سینما را محکم برداشت. ژرژ سادول دربارهٔ اینگبورگ هولم می‌نویسد: «مضمون فیلم (که تا حدی شبیه پسر بچه چارلی چاپلین است) بسیار ملودراماتیک است، داستان در واقع، در قالب بخش‌های مختلفی بیان می‌شود که هر یک با عنوانی معرفی و با دوربینی ثابت فیلمبرداری می‌شود، اما در صحنه فرار اینگبورگ، شوستروم دوربین را به خارج می‌برد و به ناگهان فیلم دریچه‌ای رو به زندگی می‌گشاید. فیلم شاهکار سینمای قبل از سال ۱۹۱۴ است و با وجود بازی، سبک کلاسیک، فیلمبرداری و تدوین هر چند ابتدایی آن اثری کامل است.»
«قانون‌شکن و همسرش» (۱۹۱۸) داستان زوجی است که در کوه‌ها به دنبال پناهگاهی می‌گردند، آن‌ها که در تلاشی نافرجام در پی گریز از جامعه‌ای سرکوب گر و ستمکار هستند، سرانجام طعمه مرگ می‌شوند. شوستروم گفته‌است: «عواطف انسانی تنها پاسخی است که می‌توان در برابر جهان جنایتکار ارائه کرد.»
«قانون‌شکن و همسرش» از بزرگ‌ترین آثار تراژدی سینمای صامت و از بهترین فیلم‌های شوستروم و نمونه آشکار و دقیق سبک فیلمسازی در مکتب سینمای سوئد است. جلوه‌های مختلف طبیعت بیشتر از یک عنصر دراماتیک یا پس زمینه نمود پیدا می‌کنند و بخش مهمی از فیلم را تشکیل می‌دهد.
لئون موسیناک دربارهٔ فیلم می‌نویسد: «طراحی صحنه با قدرت عجیبی به کار گرفته شده‌است تا بر فضای یک صحنه تأکید کند، تا یک حرکت یا یک حالت را توضیح دهد، یا کمال بخشد یا روان‌شناسی نمایش را نشان دهد؛ سوئدی‌ها با انتخاب بسیار دقیق «ژرفناهای طبیعت» و با استفاده از عنصر تأثیرگذار و خلاق نور در استودیوها، هیچ چیز را به دست شانس نسپرده‌اند. آن‌ها به دقت مواظبند و اگر بگذارند جریان آن‌ها را با خود ببرد، می‌دانند کجا توقف کنند».
سلما لاگرلوف رمان‌نویس، به خاطر علاقه‌اش به فیلم‌های شوستروم امتیاز اقتباس سینمایی از تمام رمان‌هایش را به استودیوی او واگذار کرد. شوستروم هم در آثار او نقش پویای طبیعت در سرنوشت انسان‌ها و تقابل میان خیر و شر را دریافت و بر آن تأکید کرد.
«کارین، دختر اینگمار» (۱۹۲۰) عناصر آشنای آثار سوئدی دوره صامت شوستروم را با خود دارد: کوچه‌های یک روستای کوچک، صحنه‌های داخلی با شکوه با درهای بزرگ و سنگین و سقف‌های کوتاه و نمایش مردم زحمتکشی که در حال تلاشند و سپس برای استراحت به خانه بازمی‌گردند.
بهترین صحنه فیلم وقتی است که ضربه‌ای به پهلوی پیرمرد می‌خورد، اما خودش باور ندارد که ضربه‌ای بر او وارد آمده‌است، او ساعت خرد شده اش را از جیب بیرون می‌آورد و سپس به زمین می‌افتد و می‌میرد.
«کالسکه شبح» (۱۹۲۱) در تصویر کردن چشم‌اندازهای طبیعی شاخص نیست بلکه بیشتر به آثار مکتب اکسپرسیونیسم آلمان نزدیک می‌شود. داستان پیچیده و چند لایه فیلم با به‌کارگیری تروکاژها (جلوه‌های ویژه) و مضمون به شدت اخلاقی آن با دقت در ترکیب بندی تصویر و نور به شیوه مؤثری منتقل می‌شود.
«کالسکه شبح» درامی معناگرا و متافیزیکی است. صحنه‌هایی از فیلم که ارابه خیالی در میان مه پیش می‌رود و صحنه کنار دریا به‌یادماندنی‌ترین صحنه‌های فیلم هستند. چنین صحنه‌هایی همراه با بازی گیرا و استادانه شوستروم در نقش «داوید هولم» موجب شد، فیلم در آن زمان با موفقیت روبرو شود و هنوز هم گیرا و تماشایی باشد.
سینمای سوئد از بی‌طرفی این کشور در جنگ جهانی اول استفاده کرد تا بر بازار اروپا اثر بگذارد و با تسلط سینمای آمریکا مبارزه کند، اما پس از جنگ این شرایط ویژه و سودآور از میان رفت. با بحرانی شدن صنعت سینمای سوئد، استیلر و شوستروم (دو فیلمساز برجسته آن دوران سینمای سوئد) دعوت هالیوود را پذیرفتند.
شوستروم در سال ۱۹۲۳ به آمریکا رفت و با گلدوین قرارداد بست. شوستروم پس از مشکلاتی جهت اقامت با فیلم «کسی که سیلی می‌خورد» (۱۹۲۴) به موفقیت دست یافت. البته این فیلم همچنان حال و هوای فیلم‌های سوئدی اش را دارد.
فیلم دربارهٔ دانشمندی (با بازی لان چینی) است که رفیق نابکارش به او خیانت می‌کند و با سرقت مهم‌ترین دستاورد تحقیقاتی اش می‌گریزد. دانشمند تصمیم می‌گیرد دلقک شود. نقطه قوت فیلم، حرکت‌های دوربین و نورپردازی آن است. فیلم مضمون واقع گرایی دارد و از عامل سرنوشت به عنوان سرچشمه تعارضات دراماتیک بسیار استفاده کرده‌است.
شوستروم که در هالیوود به موفقیت دست یافته بود؛ «الهه» (۱۹۲۸) را با هم وطن مشهورش، گرتا گاربو ساخت، اما مهم‌ترین و شخصی‌ترین فیلم‌های او با بازی لیلین دایانا گیش ساخته شدند: «داغ ننگ» و «باد».
در «داغ ننگ» (۱۹۲۶) نقطه مثبت اصلی و شاخص بازی لیلین دایانا گیش است. در «داغ ننگ» رمان زیبای ناتانیل هاوثورن با کارگردانی استادانه شوستروم و بازی‌های چشمگیر لیلین دایانا گیش و لارش هانسون جلوه‌ای متعالی می‌یابد فیلمبرداری هندریک سارتف استادانه است.
«باد» (۱۹۲۸) از شاهکارهای سینمای صامت و بهترین فیلم شوستروم است و یکی از بهترین نقش‌های لیلین دایانا گیش را در خود دارد. شوستروم در فیلم بر تأثیر عناصر طبیعی و به‌طور اخص بر عنصر باد تأکید می‌کند.
نماهای خارجی گرفته شده در صحرای سوزان جنوب کالیفرنیا چنان پر قدرت و نافذ هستند که تماشاگر گویی وزش باد را حس می‌کند مثل صحنه نخست فیلم هنگامی که گیش از قطار پیاده می‌شود و با هجوم توفان غافلگیر و درمانده می‌شود. در فیلم «باد» تصویر واقع گرایانه از جلوه‌های طبیعت، واکنش‌های روان شناختی قهرمان‌های داستان و عناصر به کار گرفته شده در طراحی صحنه، در هم خوانی با سبک سوئدی شوستروم به کمال رسیده‌اند.
هر چند در رمان اسکاربار، قهرمان روایت، با پایانی تراژیک تن به حکم سرنوشت می‌دهد، اما در فیلم «پایان خوش» جای آن را گرفته‌است. لارش هانسون در نقش شوهر می‌درخشد. هانسون نخست گاوچران خل وضع، خشن و بی‌رحمی است که همسرش (لیلین دایانا گیش) از دستش به ستوه آمده و سپس به مردی بدل می‌شود که علاقه به همسرش، به او وقار و شخصیت بخشیده‌است.
پس از آنکه شوستروم بر نخستین تدوین فیلم «باد» نظارت کرد مترو گلدوین مایر آن را دوباره تدوین کرد و با افزودن جلوه‌های صوتی به صورت ناطق در سال ۱۹۲۸، فیلم را توزیع کرد. (نسخه صامت در سال ۱۹۲۷ و تنها در اروپا نمایش داده شد)
منتقدان اروپایی به ویژه فرانسوی‌ها بیش از آمریکایی‌ها فیلم را ستودند. کمی بعد از نمایش «باد» شوستروم به سوئد بازگشت. او بعدها در نامه‌ای به لیلین دایانا گیش روزگار کار در آمریکا را خوب دانست، اما احتمالاً او از جایگاهش در هالیوود پس از پیدایش سینمای ناطق دل نگران بود.
پس از ساخت یک فیلم دیگر در سوئد و یک فیلم در انگلستان او به حرفه پیشین اش یعنی بازیگری بازگشت و در دهه ۱۹۴۰ «مشاور هنری» شد. او در ۱۹ فیلم برای کارگردانان گوناگون بازی کرد: گوستاو مولاندر، آرنه ماتسون و مهم‌ترین آن در فیلم شاخص اینگمار برگمن (شاگرد خود او در استودیوشان در سال‌های قبل) در «توت فرنگی‌های وحشی» (۱۹۵۷) بود.
سرانجام ویکتور شوستروم کارگردان بزرگ تاریخ سینما در سوم ژانویه ۱۹۶۰ در سوئد در گذشت.

## فیلمشناسی

### به عنوان کارگردان
- اینگبورگ هولم (۱۹۱۳)
- معجزه (۱۹۱۳)
- بوسه مرگ (۱۹۱۶)
- قانون‌شکن و همسرش (۱۹۱۸)
- پسران اینگمار (۱۹۱۹)
- کارین دختر اینگمار (۱۹۲۰)
- کالسکه شبح (۱۹۲۱)
- کسی که سیلی می‌خورد (۱۹۲۴)
- اعترافات یک ملکه (۱۹۲۵)
- داغ ننگ (۱۹۲۶)
- الهه (۱۹۲۸)
- باد (۱۹۲۸)
- زن الهی (۱۹۲۸)

### به عنوان بازیگر
- کالسکه شبح (۱۹۲۱)
- کلمه (۱۹۴۳)
- به شادی (۱۹۵۰)
- توت‌فرنگی‌های وحشی (۱۹۵۷)